# Omanana torquea
Omanana torquea är en insektsart som beskrevs av Delong 1944. Omanana torquea ingår i släktet Omanana och familjen dvärgstritar. Inga underarter finns listade i Catalogue of Life.